# Vương quốc Yemen
Vương quốc Mutawakkilite Yemen (tiếng Ả Rập: المملكة المتوكلية الهاشمية al-Mamlakah al-Mutawakkilīyah Al-Hashimiyah), còn được gọi là Vương quốc Yemen, hoặc Bắc Yemen, là một quốc gia tồn tại giữa năm 1918 và 1962 ở phía bắc của Yemen ngày nay. Thủ đô của nó là Sana'a (từ 1918 đến 1948), sau đó dời đến Ta'izz (từ 1948 đến 1962)

## Lịch sử
Các nhà lãnh đạo tôn giáo giáo Phái Zaydi của Hồi giáo Shia đã trục xuất các lực lượng của Đế quốc Ottoman khỏi phía bắc Yemen vào giữa thế kỷ XVII. Nhưng trong một thế kỷ tiếp theo, sự thống nhất của Yemen đã bị rạn nứt do khó khăn trong việc quản lý vùng lãnh thổ miền núi. Năm 1849, Đế quốc Ottoman chiếm đóng khu vực bờ biển Tihamah để gây áp lực đối với lãnh tụ Hồi giáo Zaiddiyah, ép ông ký một hiệp ước công nhận Ottoman là một quốc gia và cho phép một lực lượng nhỏ của Ottoman được đóng quân ở Sana'a. Tuy nhiên, Ottoman đã chậm trong việc kiểm soát Yemen, và không bao giờ loại bỏ thành công tất cả sự phản kháng từ địa phương Zaydis. Vào năm 1913, ngay trước khi Chiến tranh thế giới thứ nhất, Đế quốc Ottoman đã buộc phải nhượng một số quyền hành ở vùng núi cho Zaydis. Vào ngày 30 tháng 10 năm 1918, sau sự sụp đổ của Đế chế Ottoman, lãnh tụ hồi giáo Yahya Muhammad của triều đại al-Qasimi tuyên bố bắc Yemen là một nước độc lập có chủ quyền. Năm 1926, Yahya tuyên bố Vương quốc Mutawakkilite của Yemen và trở thành vua, và được quốc tế công nhận là một nước mới.
Trong những năm 1920, Yahya đã mở rộng quyền lực của mình ở phía bắc đến Tihamah và 'Asir, nhưng ông đã va chạm với vua của nước Ả Rập Xê Út mới nổi Vương quốc Nejd và Hejaz, Abdul Aziz ibn Sa'ud. Trong đầu những năm 1930, các lực lượng Ả Rập Xê Út tái chiếm được nhiều nơi trước khi rút khỏi một số khu vực, bao gồm cả phía nam thành phố Tihamah phía nam Al Hudaydah. Ranh giới ngày nay với Ả Rập Xê Út được thành lập bởi Hiệp ước Taif ngày 20 tháng Năm 1934, sau Chiến tranh Ả Rập-Yemen vào năm 1934. Yahya không công nhận ranh giới phía nam vương quốc của mình với người Anh (sau này là Cộng hòa Dân chủ Nhân dân Yemen) mà đã được đàm phán bởi người tiền nhiệm Ottoman của ông dẫn đến xung đột thường xuyên với người Anh.
Vương quốc của Yemen trở thành một thành viên của Liên đoàn Ả Rập vào năm 1945 và gia nhập Liên Hợp Quốc vào ngày 30 tháng 9 năm 1947. Nó cam kết huy động một lực lượng viễn chinh nhỏ đến Chiến tranh Ả Rập-Israel 1948.
Vào tháng 3 năm 1955, một cuộc đảo chính do một nhóm sĩ quan và hai anh em Ahmad lật đổ nhà vua một thời gian ngắn nhưng đã nhanh chóng bị đàn áp. Ahmad phải đối mặt với áp lực ngày càng tăng, được hỗ trợ bởi các mục tiêu chủ nghĩa dân tộc Ả Rập của Tổng thống Ai Cập Gamal Abdel Nasser. Vào tháng 4 năm 1956, ông đã ký một hiệp ước phòng thủ chung với Ai Cập. Năm 1958, Yemen tham gia Cộng hòa Ả Rập Thống nhất (một liên bang của Ai Cập và Syria) trong một liên minh gọi là Hợp chúng quốc Ả Rập, nhưng liên minh này bị giải tán ngay sau khi Syria rút khỏi Cộng hòa Ả Rập Thống nhất và Hợp chúng quốc Ả Rập trong tháng 9 năm 1961. Mối quan hệ giữa Ai Cập và Yemen sau đó xấu đi.
Imam Ahmad mất vào tháng 9 năm 1962, và được kế nhiệm bởi con trai của ông, thái tử Muhammad al-Badr, người có triều đại ngắn ngủi. Sĩ quan quân đội Ai Cập được đào tạo lấy cảm hứng từ Nasser và dẫn đầu bởi chỉ huy cận vệ hoàng gia Abdullah as-Sallal đã phế truất ông ngay trong năm đăng quang, giành quyền kiểm soát Sana'a, thành lập nước Cộng hòa Ả Rập Yemen. Cuộc chiến này đã gây ra cuộc nội chiến Bắc Yemen, và tạo ra một mặt trận mới trong cuộc chiến tranh lạnh Ả Rập, trong đó Ai Cập hỗ trợ Cộng hòa Ả Rập Yemen bằng quân đội và cung cấp cho lực lượng chiến đấu trung thành, trong khi chế độ quân chủ Ả Rập Xê Út và Jordan hỗ trợ lực lượng bảo hoàng Badr chống lại nước cộng hòa mới được thành lập. Xung đột tiếp diễn đến năm 1967 khi quân đội Ai Cập đã được rút về nước. Đến năm 1968, sau một cuộc bao vây bảo hoàng cuối cùng của Sana'a, hầu hết các nhà lãnh đạo đối lập đạt đến một sự hòa giải, và Ả Rập Xê Út công nhận nước cộng hòa vào năm 1970.

## Quốc kỳ

Cờ của Vương quốc Yemen (1918-1923)
Cờ của Vương quốc Yemen (1927-1962)